# Избори за посланике Привременог народног представништва из Јужне Србије
Избори за 24 представника Привременог народног представништва Краљевства Срба, Хрвата и Словенаца из Јужне Србије су организовани 30. марта 1919.
Избори су организовани на основу једног акта Владе од 8. марта који је имао карактер изборне уредбе. По овој уредби, да би неко био изабран за представника у Привременом представништву морао је бити грађански исправан, одређених година старости, рођен и настањен у овим крајевима најмање последњих 10 година. Избори нису били општи и непосредни, већ се бирало преко повереника у чијем избору је велику улогу имала полицијаска власт, због чега су изабрани посланици били незадовољни. Уместо постојећих закона који су владали у Србији, избори у новим крајевима су изведени путем уредбе, расписа и наређења тако да је ово становништво поново дошло у изузетан, неравноправан положај. На такав начин је био онемогућен било какав облик политичке делатности, а тиме и организовање и деловање политичких странака и удружења.
За ове прве изборе у новим крајевима на југу био је одређен изборни кључ према изборним окрузима – 12 изборних округа је бирало по два посланика, без обзира што нису били територијално исте величине.

## Изабрани по окрузима
Званично, за ове изборе Верификациони одбор је примио 20 пуномоћја и шест жалби. Одмах је као неспорно потврђено 14 мандата, нешто касније још пет, тако да је Верификациони одбор прогласио неспорним укупно 19 мандата.
- Битољски округ: Крста Ђорђевић прота из Битоља
- Брегалнички округ: Глигорије Дрекаловић, учитељ из Берова и Јордан Бабамовић, учитељ из Штипа
- Звечански округ: Милан Топаловић председник Општинског суда из Вучитрна и Анђелко Нешић прота из Митровице
- Косовски округ: Тома Поповић, председник општине у Битољу и Серафим Поповић инжењер Грађевинског одсека у Приштини
- Кумановски округ: Милан Протић кројач из Бујановца
- Охридски округ: Серафим Крстић, прота из Охрида и Темко Поповић, пензионер из Охрида
- Призренски округ: Антоније Тодоровић школски надзорник из Призрена
- Пријепољски округ: Алекса Станишић, инспектор Министарства просвете у Скопљу и Никола Минић, директор Гимназије у Пљевљима
- Рашки округ: Сали бег Расовац из Новог Пазара и др Александар Павићевић, срески лекар из Сјенице
- Скопски округ: Младен Поповић трговац из Скопља
- Тетовски округ: Васа Богојевић трговац из Тетова
- Тиквешки округ: Глигорије Анастасијевић, адвокат у Кавадару и Риста Трајковић адвокат из Кавадара

Верификациони одбор је одлучио да се избор Јована Ћирковића за посланика округа Битољског поништи јер је Ћирковић разрешен дужности полицијског инспектора 1. марта, док су избори повереника вршени 2. марта, чиме су слобода избора и резултат доведени  у сумњу.
При оцени избора Николе Дрмончића за посланика округа Тетовског, Шерифа Бајрама из Џиновца, посланика за округ Призренски, др Михајла Шушкаловића посланика за округ Скопски и Ђорђа Денковића посланика за округ Кумановски, Одбор је нашао да се њихова имена налазе у актима њихових округа, а да су против избора Николе Дрмончића, Шерифа Бајрамаи Михајла Шушкаловића поднете жалбе, али њихова пуномоћја нису поднета Одбору на верификацију, због чега је Одбор предложио да се одлука о уредности ових избора одложи док пуномоћја не буду донета.